# Federico Gattoni
Federico Gattoni (16 de febrero de 1999, Buenos Aires, Argentina) es un futbolista argentino. Juega en la posición de defensor en el Club Atlético River Plate de la Primera División de Argentina.

## Trayectoria

### San Lorenzo
Disputó 93 partidos oficiales con la camiseta del club argentino, al que llegó con 7 años. Completó todas las divisiones formativas hasta alcanzar a realizar su debut profesional, el 31 de octubre de 2020 frente a Argentinos Juniors.
Consolidado como uno de los pilares en la defensa del Ciclón se convirtió en capitán del equipo. En el club en el que convirtió 8 goles y repartió 4 asistencias.
Su gran presente lo llevó a captar el interés de varios equipos del fútbol europeo y fue Sevilla el club que lo terminó fichando, a comienzos del 2023.

### Sevilla FC
Finalmente, en febrero de 2023, Sevilla compró la totalidad del pase a San Lorenzo en 1,4 millones de euros.
En el club español fichó hasta 2027. Tras pocos partidos disputados, fue cedido a Bélgica, para agarrar rodaje y regresar de su préstamo, en junio de 2024.

### Anderlecht
En el mercado invernal de la temporada 2023/24 Sevilla lo cede, sin opción a compra, al Royal Sporting Club Anderlecht de la Jupiler Pro League. En su nuevo club, lleva disputados algunos partidos, buscando ganar ritmo para regresar a España en junio de 2024 luego  el club atlético River plate quería comprar en 2024/25 y Royal Sporting club lo cede sin opción a River plate 

## Selección nacional

### Categoría sub-20
En 2018 fue parte del prestigioso plantel nacional de la selección argentina que se consagró campeón del prestigioso torneo L'Alcúdia. El seleccionado nacional venció a Venezuela, Mauritania, Uruguay y Rusia, para quedarse con el título juvenil. Gattoni fue parte del plantel y disputó un par de encuentros en la obtención del título.

## Estadísticas

### Clubes
- Actualizado al último partido disputado el 19 de marzo de 2025.

| Club                                   | Div.          | Temporada     | Liga  | Liga  | Liga   | Copas nacionales | Copas nacionales | Copas nacionales | Copas internacionales | Copas internacionales | Copas internacionales | Total | Total | Total  |
| Club                                   | Div.          | Temporada     | Part. | Goles | Asist. | Part.            | Goles            | Asist.           | Part.                 | Goles                 | Asist.                | Part. | Goles | Asist. |
| -------------------------------------- | ------------- | ------------- | ----- | ----- | ------ | ---------------- | ---------------- | ---------------- | --------------------- | --------------------- | --------------------- | ----- | ----- | ------ |
| C. A. San Lorenzo de Almagro Argentina | 1.ª           | 2020          | -     | -     | -      | 10               | 1                | 0                | -                     | -                     | -                     | 10    | 1     | 0      |
| C. A. San Lorenzo de Almagro Argentina | 1.ª           | 2021          | 16    | 1     | 0      | -                | -                | -                | 6                     | 0                     | 3                     | 22    | 1     | 3      |
| C. A. San Lorenzo de Almagro Argentina | 1.ª           | 2022          | 36    | 4     | 0      | 1                | 0                | 0                | -                     | -                     | -                     | 37    | 4     | 0      |
| C. A. San Lorenzo de Almagro Argentina | 1.ª           | 2023          | 19    | 1     | 1      | 1                | 0                | 0                | 5                     | 1                     | 1                     | 25    | 2     | 2      |
| C. A. San Lorenzo de Almagro Argentina | Total club    | Total club    | 71    | 6     | 1      | 12               | 1                | 0                | 11                    | 1                     | 4                     | 94    | 8     | 5      |
| Sevilla F. C. · España                 | 1.ª           | 2023-24       | 2     | 0     | 0      | 2                | 1                | 0                | -                     | -                     | -                     | 4     | 1     | 0      |
| Sevilla F. C. · España                 | Total club    | Total club    | 2     | 0     | 0      | 2                | 1                | 0                | 0                     | 0                     | 0                     | 4     | 1     | 0      |
| R. S. C. Anderlecht · Bélgica          | 1.ª           | 2023-24       | 10    | 0     | 0      | -                | -                | -                | -                     | -                     | -                     | 10    | 0     | 0      |
| R. S. C. Anderlecht · Bélgica          | Total club    | Total club    | 10    | 0     | 0      | 0                | 0                | 0                | 0                     | 0                     | 0                     | 10    | 0     | 0      |
| C. A. River Plate Argentina            | 1.ª           | 2024          | 6     | 0     | 0      | 0                | 0                | 0                | 0                     | 0                     | 0                     | 6     | 0     | 0      |
| C. A. River Plate Argentina            | 1.ª           | 2025          | 0     | 0     | 0      | 1                | 0                | 0                | 0                     | 0                     | 0                     | 1     | 0     | 0      |
| C. A. River Plate Argentina            | Total club    | Total club    | 6     | 0     | 0      | 1                | 0                | 0                | 0                     | 0                     | 0                     | 7     | 0     | 0      |
| Total carrera                          | Total carrera | Total carrera | 89    | 6     | 1      | 15               | 2                | 0                | 11                    | 1                     | 4                     | 115   | 9     | 5      |

### Selección Sub-20
- Actualizado al último partido disputado el 5 de agosto de 2018.

| Selección                  | Año   | Amistoso | Amistoso | Amistoso | Campeonato sudamericano | Campeonato sudamericano | Campeonato sudamericano | Copa mundial | Copa mundial | Copa mundial | Total | Total | Total  |
| Selección                  | Año   | Part.    | Goles    | Asist.   | Part.                   | Goles                   | Asist.                  | Part.        | Goles        | Asist.       | Part. | Goles | Asist. |
| -------------------------- | ----- | -------- | -------- | -------- | ----------------------- | ----------------------- | ----------------------- | ------------ | ------------ | ------------ | ----- | ----- | ------ |
| Argentina Sub-20 Argentina | 2018  | 2        | 0        | 0        | -                       | -                       | -                       | -            | -            | -            | 2     | 0     | 0      |
| Total                      | Total | 2        | 0        | 0        | 0                       | 0                       | 0                       | 0            | 0            | 0            | 2     | 0     | 0      |

## Palmarés

### Campeonatos internacionales
| Título                                    | Equipo           | Año  |
| ----------------------------------------- | ---------------- | ---- |
| Torneo Internacional Sub-20 de la Alcudia | Argentina sub-20 | 2018 |